# Thiaville-sur-Meurthe
Thiaville-sur-Meurthe – miejscowość i gmina we Francji, w regionie Grand Est, w departamencie Meurthe i Mozela.
Według danych na rok 1990 gminę zamieszkiwało 577 osób, a gęstość zaludnienia wynosiła 129 osób/km² (wśród 2335 gmin Lotaryngii Thiaville-sur-Meurthe plasuje się na 545. miejscu pod względem liczby ludności, natomiast pod względem powierzchni na miejscu 1057.).